# Journal for the History of Astronomy
Journal for the History of Astronomy é uma revista acadêmica dedicada à História da astronomia.